# Doñihue
Doñihue è un comune del Cile della provincia di Cachapoal nella Regione del Libertador General Bernardo O'Higgins. Al censimento del 2012 possedeva una popolazione di 18.764 abitanti.

## Società

### Evoluzione demografica
| Censimento del 1992 | Censimento del 2002 |
| 14.578 ab.          | 16.916 ab.          |